# Групе корпуса ЈВуО
Крајем 1943. и почетком 1944. године, Југословенска војска у отаџбини је по упутствима министра војске, морнарице и ваздухопловства армијског генерала Драгољуба Михаиловића отпочела са реорганизацијом, на тај начин што је формирала групе корпуса ради ефикаснијег учинка на терену.
До јесени 1944. године је формирано 11 група корпуса и 3 групе јуришних корпуса.

## Групе корпуса
| назив                             | командант                                                                      | време формирања    | састав |
| --------------------------------- | ------------------------------------------------------------------------------ | ------------------ | --- |
| Београдска група корпуса          | Мајор Александар Михајловић Вили                                               |                    | Авалски корпус - београдски корпуси                                                                         |
| Великоморавска група корпуса      | 1. потпуковник Љубомир Михаиловић 2. потпуковник Тодор Гогић                   | 18. јануар 1944.   | Варварински корпус - Ресавски корпус - Иванковачки корпус                                                   |
| Група корпуса Горске гарде        | Потпуковник Никола Калабић                                                     | почетак 1944.      | Корпус Горске гарде (Опленачки корпус) - Космајски корпус                                                   |
| Јужноморавска група корпуса       | 1. капетан Боривоје Манић 2. мајор Младен Младеновић                           | јун 1944.          | Јужноморавски корпус - Власински корпус - Први косовски корпус - Други косовски корпус - Варварински корпус |
| Млавско-смедеревска група корпуса | Генералштабни потпуковник Милош Радојловић                                     | март 1944.         | Млавски корпус - Смедеревски корпус - Тимочки корпус - Крајински корпус - Делиградски корпус                |
| Нишавска група корпуса            | 1. мајор Младен Младеновић мајор Властимир Весић 3. пуковник Милутин Радојевић | фебруар 1944.      | Нишавски корпус - Чегарски (Нишки) корпус - Књажевачки корпус                                               |
| Посавско-колубарска група корпуса | 1. потпуковник Милутин Миловановић 2. мајор Владимир Комарчевић                | 11. новембар 1943. | Ваљевски корпус - Колубарски корпус - Руднички корпус                                                       |
| Расинско-топличка група корпуса   | Потпуковник Драгутин Кесеровић                                                 | 30. април 1944.    | Расински корпус - Топличка корпус - Јастребачки корпус                                                      |
| Севернобосанска група корпуса     | Пуковник Петар Симић                                                           | јесен 1944.        | Мајевички корпус - Требавски корпус - Озренски корпус                                                       |
| Церско-мајевичка група корпуса    | Мајор Драгослав Рачић                                                          | крајем 1943.       | Церски корпус - Мајевички корпус - Мачвански корпус                                                         |
| Шумадијска група корпуса          | Потпуковник Душан Смиљанић                                                     | почетак 1944.      | Први шумадијски корпус - Други шумадијски корпус                                                            |

## Групе јуришних корпуса
| назив                            | командант                   | време формирања | састав |
| -------------------------------- | --------------------------- | --------------- | --- |
| Друга група (јуришних) корпуса   | Мајор Војислав Лукачевић    | април 1944.     | Дрински летећи корпус - Четврти јуришни корпус (без Златиборске бригаде) - Први милешевски корпус - Други милешевски корпус - Летећа бригада “Босна“ (ком. капетан Петар Јосић) |
| Четврта група (јуришних) корпуса | Мајор Драгослав Рачић       | 27. мај 1944.   | Први јуришни корпус (две бригаде Првог и једна бригада Другог равногорског корпуса) Други јуришни корпус (три бригаде Горске гарде и једна бригада из Шумадијске групе корпуса) Трећи јуришни корпус (две бригаде Церско-мајевичке групе корпуса и једна из Ваљевског корпуса) Четврти јуришни корпус (две бригаде Златиборског корпуса и једна бригада из Рудничког корпуса) Пети јуришни корпус (једна бригада Пожешког и једна из Јаворског корпуса) Шести јуришни корпус (Други шумадијски корпус) придодат септембра 1944. године Седми јуришни корпус (Ваљевски корпус) - придодат септембра 1944. године |
| Осма група (јуришних) корпуса    | Потпуковник Велимир Пилетић | Јул 1944.       | Млавски корпус - Крајински корпус - Књажевачки корпус |